# Shakuntala (Raja Ravi Varma)
Shakuntala o Shakuntala buscando a Dushyanta es un cuadro épico del pintor indio Raja Ravi Varma.
Ravi Varma representa a Shakuntalá, un importante personaje del Mahabharata, fingiendo que se quita una espina del pie, mientras que en realidad busca a su marido/amante, Dushianta, mientras que sus amigos se burlan de ella.
Tapati Guha-Thakurta, historiadora del arte, escribió;

[E]ste mismo gesto -el giro de la cabeza y el cuerpo- introduce al espectador en la narración, invitándole a situar esta escena en una secuencia imaginaria de imágenes y acontecimientos. Por sí solo, el cuadro se presenta como un cuadro congelado (como un fotograma de una película en movimiento), extraído de un espectáculo de episodios en curso. Estos cuadros también reflejan la centralidad de la "mirada masculina" en la definición de la imagen femenina. Aunque está ausente del marco pictórico, el amante masculino constituye un punto de referencia fundamental, su mirada transfija a Shakuntalá, como también a Damayanti, en imágenes "deseadas", proyectándolas como ideales líricos y sensuales.